# Čchen I-sin
Čchen I-sin (čínsky pchin-jinem Chén Yīxīn, znaky zjednodušené 陈一新; * 1. září 1959 Tchaj-šun) je čínský politik, od října 2022 ministr státní bezpečnosti Čínské lidové republiky. V letech 2018–2023 byl generálním tajemníkem politické a právní komise ústředního výboru Komunistické strany Číny. Předtím byl od ledna 2017 do března 2018 stranickým tajemníkem Wu-chanu, hlavního města provincie Chu-pej. V minulosti také stál v čele měst Wen-čou a Ťin-chua. Čchen I-sin bývá řazen mezi členy tzv. Nové čeťiangské armády, Si Ťin-pchingovy frakce uvnitř Komunistické strany Číny.
Čchen byl kandidátem 19. ústředního výboru, a v současnosti je členem 20. ústředního výboru Komunistické strany Číny.

## Mládí a vzdělání
Čchen I-sin se narodil 1. září 1959 v okrese Tchaj-šun, na jihozápadě prefektury Wen-čou ve východočínské provincii Če-ťiang. Během Kulturní revoluce byl mezi mládeží vyslanou z měst na venkov. Absolvoval bakalářské studium fyziky na Vysoké škole pedagogické v Li-šuej a později další vzdělání na Ústřední stranické škole KS Číny.
Členem Komunistické strany Číny se stal v červnu 1982.

## Kariéra

### Če-ťiang
Čchen I-sin většinu své politické kariéry strávil v provincii Če-ťiang. V roce 2002 působil na postu zástupce ředitele Hlavní kanceláře čeťiangského provinčního výboru Komunistické strany Číny, přičemž se v této době seznámil se Si Ťin-pchingem, tehdy nově jmenovaným stranickým tajemníkem provincie Če-ťiang. Si Ťin-pching, který stál v čele provincie dalších pět let, si v Če-ťiangu vybudoval svou mocenskou základnu. Čchen následně v letech 2003–2012 zastával post zástupce generálního tajemníka čeťiangského provinčního výboru Komunistické strany Číny.
8. ledna 2012 byl jmenován tajemníkem městského výboru KS Číny v Ťin-chua, kde zodpovídal za rozvoj nového obvodu Ťin-ji. Ve funkci setrval do 26. června 2013, kdy byl jmenován stranickým tajemníkem Wen-čou. 26. prosince 2014 byl následně také jmenován členem stálého výboru čeťiangského provinčního výboru Komunistické strany Číny. V těchto funkcích zůstal do 1. prosince 2015, kdy bylo rozhodnuto o jeho povýšení na národní úroveň.

### Politický vzestup
V prosinci 2015 byl jmenován zástupcem ředitele kanceláře Ústřední vedoucí komise pro všestranné prohloubení reforem, resp. pozdější Ústřední komise pro všestranné prohloubení reforem. Konkrétně se Čchen stal zástupcem ředitele pro odborné záležitosti. Tohoto povýšení do vnitřních kruhů vedení Komunistické strany Číny se dočkal v důsledku konexí a vazeb na Si Ťin-pchinga v rámci tzv. Nové čeťiangské armády, Si Ťin-pchingovy vnitrostranické frakce spojené právě s provincií Če-ťiang.

### Chu-pej
2. ledna 2017 byl jmenován zástupcem tajemníka chupejského provinčního výboru KS Číny a zároveň stranickým tajemníkem Wu-chanu, hlavního města provincie. Následně byl 19. února 2017 také zvolen předsedou wuchanského městského shromáždění lidových zástupců, legislativního sboru desetimilionového subprovinčního města. Ve funkci stranického tajemníka Wu-chanu působil jen málo přes jeden rok, do 20. března 2018. Funkce následně zůstala neobsazena až do 20. července 2018, kdy byl stranickým tajemníkem města jmenován Ma Kuo-čchiang.
Na XIX. sjezdu Komunistické strany Číny v říjnu 2017 byl zvolen kandidátem, tedy náhradním členem, 19. ústředního výboru KS Číny.

### Působení v politické a právní komisi
20. března 2018 byl jmenován členem a generálním tajemníkem politické a právní komise ústředního výboru Komunistické strany Číny. Ve funkci setrval do 3. března 2023, kdy jej nahradil Jin Paj.
V únoru 2020 byl Čchen součástí týmu vyslaného ústředním výborem KS Číny do Wu-chanu s cílem vypořádat se s vypuknutím nákazy Covid-19. Čchen působil jako zástupce vicepremiérky Sun Čchun-lan, která stála v čele týmu řídícího úsilí v provincii Chu-pej.

### Vládní působení
30. října 2022 byl jmenován ministrem státní bezpečnosti Čínské lidové republiky ve druhé Li Kche-čchiangově vláda, přičemž ve funkci nahradil Čchen Wen-čchinga. Ministrem státní bezpečnosti je nadále i ve vládě Li Čchianga poté, co byla jeho nominace do funkce 12. března 2023 formálně schválena Všečínským shromážděním lidových zástupců.